# Asarum splendens
Asarum splendens là một loài thực vật có hoa trong họ Aristolochiaceae. Loài này được (F.Maek.) C.Y.Chen & C.S.Yang mô tả khoa học đầu tiên năm 1988.